# Faucon-du-Caire
Pour les articles homonymes, voir Faucon (homonymie) et Caire (homonymie).
Faucon-du-Caire est une commune française située dans le département des Alpes-de-Haute-Provence, en région Provence-Alpes-Côte d'Azur.
Ses habitants sont appelés les Fauconniers,. Son ancien maire, Arthur Richier, a été l'un des deux maires à la plus grande longévité de France (réélu sans discontinuer de 1947 à 2008), mais il ne s'est pas représenté en mars 2014.

## Géographie

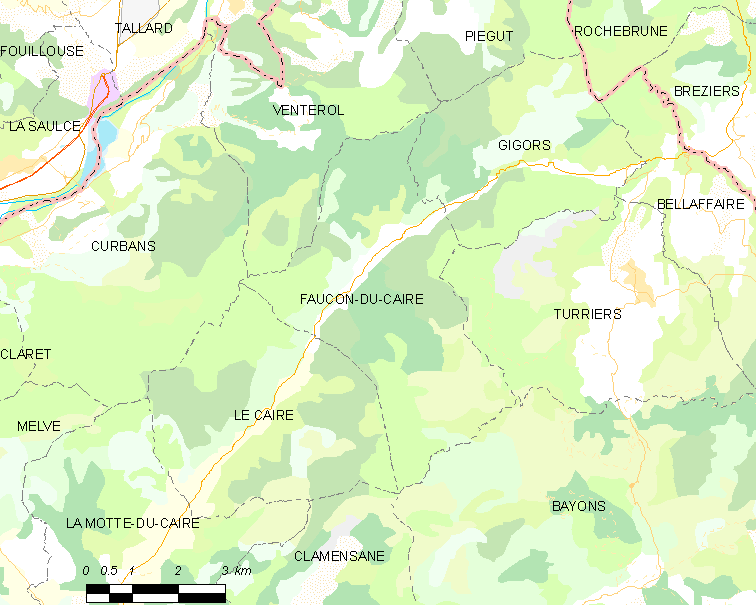
Faucon-du-Caire et les communes voisines (Cliquez sur la carte pour accéder à une grande carte avec la légende).

### Localisation
Le village est situé à 910 m d’altitude, sur une butte au fond du Grand Vallon, vallée resserrée affluente de la Sasse.
Un dépôt de nummulites y a été découvert dans les années 1970.
Les communes limitrophes de Faucon-du-Caire sont Venterol, Gigors, Turriers, Bayons, Clamensane, Le Caire, Curbans.

### Géologie et relief

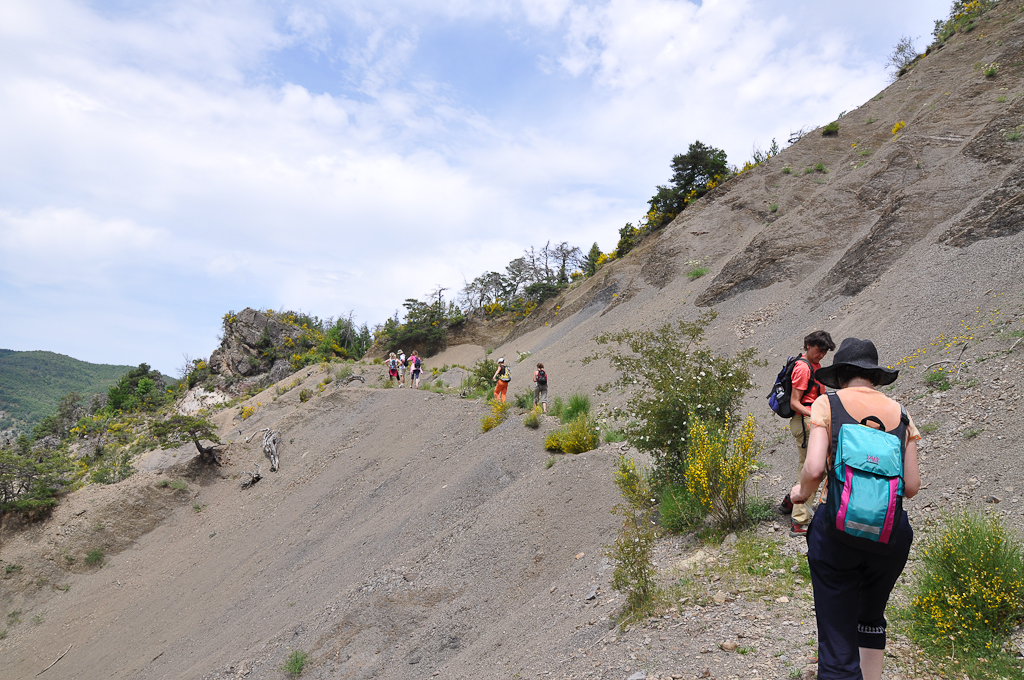
Chemin de randonnée dans les marnes de Faucon-du-Caire.

Le territoire se situe en limite est des Baronnies orientales, sur des formations calcaires provençales du Jurassique supérieur et du Crétacé inférieur (roches sédimentaires issues d'un ancien océan alpin), entre trois formations géologiques majeures des Alpes :
- la nappe de Digne à l'est[4], au niveau du lobe de Valavoire[5] : il s'agit d'une nappe de charriage, c'est-à-dire d'une dalle épaisse de près de 5 000 m qui s'est déplacée vers le sud-ouest durant l'Oligocène et la fin de la formation des Alpes. Les lobes (ou écailles) correspondent à la bordure découpée à l'ouest de la nappe ;
- la faille de la Durance au sud-ouest, dans la vallée ;
- le Plateau de Valensole au sud-est : bassin molassique du Miocène et du Pliocène composé de roches sédimentaires détritiques (dépôts liés à l'érosion des montagnes apparues à l'Oligocène).

Lors de la glaciation de Riss, une diffluence du glacier de la Durance pénètre dans la vallée de Faucon-du-Caire : les moraines latérales sont visibles à la ferme de Saint-Barthélemy, et le Grand Vallon naissait au pied du glacier. Lors de la glaciation de Würm, la diffluence du glacier ne descend pas au-delà de Saint-Barthélemy.
La commune est entourée de deux sommets : Roche Cline et le sommet de Serre Bouchon.

### Climat
Pour des articles plus généraux, voir Climat de Provence-Alpes-Côte d'Azur et Climat des Alpes-de-Haute-Provence.
En 2010, le climat de la commune est de type climat des marges montargnardes, selon une étude du Centre national de la recherche scientifique s'appuyant sur une série de données couvrant la période 1971-2000. En 2020, Météo-France publie une typologie des climats de la France métropolitaine dans laquelle la commune est exposée à un climat de montagne ou de marges de montagne et est dans la région climatique Alpes du sud, caractérisée par une pluviométrie annuelle de 850 à 1 000 mm, minimale en été.
Pour la période 1971-2000, la température annuelle moyenne est de 9 °C, avec une amplitude thermique annuelle de 17,2 °C. Le cumul annuel moyen de précipitations est de 990 mm, avec 7,4 jours de précipitations en janvier et 5,8 jours en juillet. Pour la période 1991-2020, la température moyenne annuelle observée sur la station météorologique de Météo-France la plus proche, « Turriers », sur la commune de Turriers à 6 km à vol d'oiseau, est de 10,6 °C et le cumul annuel moyen de précipitations est de 795,7 mm. 
La température maximale relevée sur cette station est de 40 °C, atteinte le 23 août 2023 ; la température minimale est de −17 °C, atteinte le 1er février 2010,,.
Les paramètres climatiques de la commune ont été estimés pour le milieu du siècle (2041-2070) selon différents scénarios d'émission de gaz à effet de serre à partir des nouvelles projections climatiques de référence DRIAS-2020. Ils sont consultables sur un site dédié publié par Météo-France en novembre 2022.

### Environnement
La commune compte 700 ha de bois et forêts, soit 36 % de sa superficie.

### Risques majeurs
Aucune des 200 communes du département n'est en zone de risque sismique nul. Le canton de Turriers auquel appartient Faucon-du-Caire est en zone 1b (sismicité faible) selon la classification déterministe de 1991, basée sur les séismes historiques, et en zone 3 (risque modéré) selon la classification probabiliste EC8 de 2011. La commune de Faucon-du-Caire est également exposée à deux autres risques naturels :
- feu de forêt,
- mouvement de terrain : quelques versants de la commune sont concernés par un aléa moyen à fort[16].

La commune de Faucon-du-Caire n’est exposée à aucun des risques d’origine technologique recensés par la préfecture. Aucun plan de prévention des risques naturels prévisibles (PPR) n’existe pour la commune et le Dicrim n’existe pas non plus.
La commune n’a fait l’objet d’aucun arrêté de catastrophe naturelle. Un seul tremblement de terre a été ressenti de manière sensible à Faucon-du-Caire : il s’agit du séisme du 31 octobre 1997 (épicentre à Prads-Haute-Bléone), d’une intensité macro-sismique ressentie à Faucon-du-Caire de III et demi sur l’échelle MSK (objets suspendus se balancent),.

## Urbanisme

### Typologie
Au 1er janvier 2024, Faucon-du-Caire est catégorisée commune rurale à habitat très dispersé, selon la nouvelle grille communale de densité à 7 niveaux définie par l'Insee en 2022.
Elle est située hors unité urbaine et hors attraction des villes,.

### Occupation des sols
L'occupation des sols de la commune, telle qu'elle ressort de la base de données européenne d’occupation biophysique des sols Corine Land Cover (CLC), est marquée par l'importance des forêts et milieux semi-naturels (94,4 % en 2018), une proportion identique à celle de 1990 (94,4 %). La répartition détaillée en 2018 est la suivante : 
forêts (66,2 %), milieux à végétation arbustive et/ou herbacée (25,1 %), espaces ouverts, sans ou avec peu de végétation (3,1 %), prairies (3 %), zones agricoles hétérogènes (2,6 %).
L'évolution de l’occupation des sols de la commune et de ses infrastructures peut être observée sur les différentes représentations cartographiques du territoire : la carte de Cassini (XVIIIe siècle), la carte d'état-major (1820-1866) et les cartes ou photos aériennes de l'IGN pour la période actuelle (1950 à aujourd'hui).

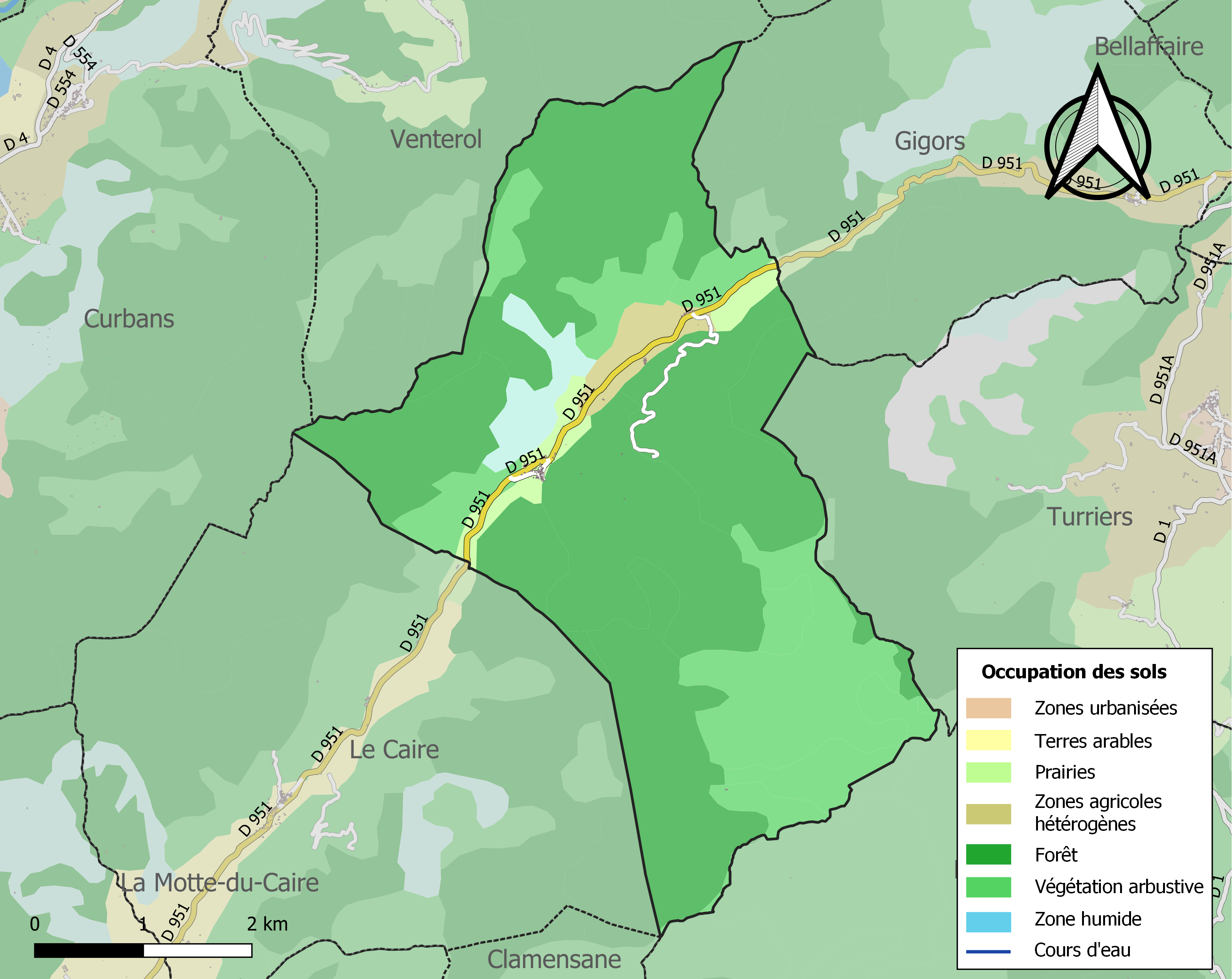
Carte de l'occupation des sols de la commune en 2018 (CLC).

## Histoire
Une statuette de bronze gallo-romaine a été découverte en 1833.
La localité apparaît pour la première fois dans les chartes en 1058 (Falconem), nom dérivé d’un nom de personne germanique. Elle appartenait à l’abbaye Saint-Victor de Marseille. La seigneurie est donnée aux Glandevès en 1423, qui la conservent jusqu’au XVIe siècle. Les Bouchet sont ensuite les seigneurs du lieu jusqu’à la Révolution française. La mort de la reine Jeanne Ire ouvre une crise de succession à la tête du comté de Provence, les villes de l’Union d'Aix (1382-1387) soutenant Charles de Duras contre Louis Ier d'Anjou. Le seigneur de Faucon, Louis de Glandevès, se rallie aux Angevins au printemps ou à l’été 1385, après la mort de Louis Ier.
Sous l’Ancien Régime, la communauté relevait administrativement de la baillie de Sisteron.
Le coup d'État du 2 décembre 1851 commis par Louis-Napoléon Bonaparte contre la Deuxième République provoque un soulèvement armé dans les Basses-Alpes, en défense de la Constitution. Après l’échec de l’insurrection, une sévère répression s’abat sur ceux qui se sont levés pour défendre la République, dont un habitant de Faucon-du-Caire.
Comme de nombreuses communes du département, Faucon-du-Caire se dote d’une école bien avant les lois Jules Ferry : en 1863, elle compte déjà une école dispensant une instruction primaire aux garçons. Aucune instruction n’est donnée aux filles : la loi Falloux (1851) n’impose l’ouverture d’une école de filles qu’aux communes de plus de 800 habitants, et la première loi Duruy (1867), qui abaisse ce seuil à 500 habitants ne concernent pas la commune. La deuxième loi Duruy (1877) lui permet, grâce aux subventions de l’État, de construire une école neuve au village et ce n’est qu’avec les lois Ferry que les filles sont scolarisées.
Jusqu’au milieu du XXe siècle, la vigne était cultivée dans la commune, uniquement pour l’autoconsommation. Cette culture a depuis été abandonnée.

### Héraldique
| Blason de Faucon-du-Caire | Blason  | De sinople à un bourg composé d’une église et de plusieurs maisons d’argent essorées et ajourées de sable, senestré d’un grand rocher d’argent du milieu duquel sort une rivière du même, coulant entre le bourg et le rocher, et un chef d’argent chargé du mot FAUCON en caractères de sable. |
| Blason de Faucon-du-Caire | Détails | Le statut officiel du blason reste à déterminer. |

## Politique et administration

### Administration municipale
De par sa taille, la commune dispose d'un conseil municipal de neuf membres (article L2121-2 du Code général des collectivités territoriales). 
- Lors du scrutin de 2008, il n’y eut qu’un seul tour et Arthur Richier a été réélu conseiller municipal avec le sixième total de 36 voix, soit 85,71 % des suffrages exprimés. La participation a été de 95,45 %. Il a ensuite été élu maire par le conseil municipal. Il était maire depuis 1947. À noter qu'un candidat a même obtenu 42 voix, soit 100 % des suffrages exprimés[40].
- Lors du scrutin de 2014, il n’y eut qu’un seul tour et la participation a été de 94,64 %. Robert Zunino a ensuite élu maire par le conseil municipal.

### Liste des maires
L'élection du maire est la grande innovation de la Révolution de 1789. De 1790 à 1795, les maires sont élus au suffrage censitaire pour 2 ans. De 1795 à 1800, il n’y a pas de maires, la commune se contente de désigner un agent municipal qui est délégué à la municipalité de canton.
En 1799-1800, le Consulat revient sur l'élection des maires, qui sont désormais nommés par le pouvoir central. Ce système est conservé par les régimes suivants, à l'exception de la Deuxième République (1848-1851). Après avoir conservé le système autoritaire, la Troisième République libéralise par la loi du 5 avril 1884 l'administration des communes : le conseil municipal, élu au suffrage universel, élit le maire en son sein.
| Période                                  | Période                       | Identité       | Étiquette | Qualité  |
| ---------------------------------------- | ----------------------------- | -------------- | --------- | -------- |
|                                          |                               |                |           |          |
| mai 1945                                 | 1947                          | Fidèle Nicolas |           |          |
| octobre 1947                             | mars 2014                     | Arthur Richier | DVG       |          |
| mars 2014                                | En cours (au 21 octobre 2014) | Robert Zunino  | DVG       | Retraité |
| Les données manquantes sont à compléter. |                               |                |           |          |

Arthur Richier a longtemps occupé la chronique du maire au mandat le plus long (67 ans en 2014), à égalité avec le maire de La Bastide-de-Bousignac dans l'Ariège. Les deux maires ne se sont pas représentés en 2014. Élu conseiller municipal comme résistant en 1945, il a été élu maire sans interruption depuis 1947. Âgé de 92 ans, il ne se représente pas en 2014.

### Intercommunalité
Faucon-du-Caire fait partie :
- de 2008 à 2017, de la communauté de communes de La Motte-du-Caire - Turriers ;
- à partir du 1er janvier 2017, de la communauté de communes Sisteronais-Buëch.

### Instances administratives et judiciaires
Faucon-du-Caire est une des sept communes de l'ancien canton de Turriers, qui totalisait 1 265 habitants en 2008. Le canton a fait partie de l’arrondissement de Sisteron du 17 février 1800 au 10 septembre 1926, date de son rattachement à l'arrondissement de Forcalquier, et de la deuxième circonscription des Alpes-de-Haute-Provence. Faucon-du-Caire fait partie du canton de Turriers de 1801 à mars 2015, après avoir fait partie du canton de La Motte-du-Caire de 1793 à 1801 ; à la suite du redécoupage des cantons de 2014, la commune est rattachée au canton de Seyne.
La commune fait partie de la juridiction prud'homale de Manosque, d’instance et de grande instance de Digne-les-Bains.

### Fiscalité locale
| Taxe                                                | Part communale | Part intercommunale | Part départementale | Part régionale |
| --------------------------------------------------- | -------------- | ------------------- | ------------------- | -------------- |
| Taxe d'habitation (TH)                              | 6,66 %         | 0,64 %              | 5,53 %              | 0,00 %         |
| Taxe foncière sur les propriétés bâties (TFPB)      | 10,21 %        | 2,25 %              | 14,49 %             | 2,36 %         |
| Taxe foncière sur les propriétés non bâties (TFPNB) | 46,83 %        | 6,44 %              | 47,16 %             | 8,85 %         |
| Taxe professionnelle (TP)                           | 6,06 %         | 1,28 %              | 10,80 %             | 3,84 %         |

La part régionale de la taxe d'habitation n'est pas applicable.
La taxe professionnelle est remplacée en 2010 par la cotisation foncière des entreprises (CFE) portant sur la valeur locative des biens immobiliers et par la contribution sur la valeur ajoutée des entreprises (CVAE) (les deux formant la contribution économique territoriale (CET) qui est un impôt local instauré par la loi de finances pour 2010).

## Population et société

### Démographie
L'évolution du nombre d'habitants est connue à travers les recensements de la population effectués dans la commune depuis 1765. Pour les communes de moins de 10 000 habitants, une enquête de recensement portant sur toute la population est réalisée tous les cinq ans, les populations de référence des années intermédiaires étant quant à elles estimées par interpolation ou extrapolation. Pour la commune, le premier recensement exhaustif entrant dans le cadre du nouveau dispositif a été réalisé en 2004.
En 2022, la commune comptait 62 habitants, en évolution de +24 % par rapport à 2016 (Alpes-de-Haute-Provence : +2,84 %, France hors Mayotte : +2,11 %).
| 1765 | 1793 | 1800 | 1806 | 1821 | 1831 | 1836 | 1841 | 1846 |
| ---- | ---- | ---- | ---- | ---- | ---- | ---- | ---- | ---- |
| 181  | 136  | 174  | 158  | 188  | 199  | 218  | 221  | 223  |

| 1851 | 1856 | 1861 | 1866 | 1872 | 1876 | 1881 | 1886 | 1891 |
| ---- | ---- | ---- | ---- | ---- | ---- | ---- | ---- | ---- |
| 221  | 194  | 187  | 164  | 160  | 155  | 160  | 146  | 147  |

| 1896 | 1901 | 1906 | 1911 | 1921 | 1926 | 1931 | 1936 | 1946 |
| ---- | ---- | ---- | ---- | ---- | ---- | ---- | ---- | ---- |
| 109  | 106  | 97   | 93   | 55   | 55   | 53   | 48   | 43   |

| 1954 | 1962 | 1968 | 1975 | 1982 | 1990 | 1999 | 2004 | 2006 |
| ---- | ---- | ---- | ---- | ---- | ---- | ---- | ---- | ---- |
| 49   | 37   | 38   | 34   | 35   | 49   | 35   | 45   | 49   |

| 2009 | 2014 | 2019 | 2022 | - | - | - | - | - |
| ---- | ---- | ---- | ---- | - | - | - | - | - |
| 58   | 54   | 59   | 62   | - | - | - | - | - |

| 1315    | 1471    |
| ------- | ------- |
| 44 feux | 18 feux |

L'histoire démographique de Faucon-du-Caire est marquée par la saignée des XIVe et XVe siècles.
Après une longue croissance, la commune connaît une période d'« étale » où la population reste relativement stable à un niveau élevé. Cette période dure de 1831 à 1851. L'exode rural provoque ensuite un mouvement de recul démographique de longue durée, et très rapide. Dès 1896, la commune a perdu plus de la moitié de sa population par rapport au maximum historique de 1846. Le mouvement de baisse ne s'interrompt définitivement que dans les années 2000. Depuis, la population a crû légèrement.

### Enseignement
La commune ne dispose pas d'école primaire publique. Au niveau secondaire, les élèves sont affectés au collège Marcel-Massot. Puis ils poursuivent au lycée de la cité scolaire Paul-Arène à Sisteron,.

### Santé
L'hôpital le plus proche est le Centre Hospitalier de Sisteron à 30 km.
Une maison médicale est disponible dans la commune voisine, à La Motte-du-Caire, avec la présence d'un médecin, un infirmier, un kinésithérapeute et un dentiste.

## Économie

### Aperçu général
En 2009, la population active s’élevait à 22 personnes, dont trois chômeurs. Ces travailleurs sont salariés à une légère majorité (dix sur dix-neuf) et travaillent majoritairement hors de la commune (14 actifs sur 19).

### Agriculture
Fin 2010, le secteur primaire (agriculture, sylviculture, pêche) comptait sept établissements actifs au sens de l’Insee (exploitants non-professionnels inclus) et aucun emploi salarié.
Le nombre d’exploitations professionnelles, selon l’enquête Agreste du ministère de l’Agriculture, est très faible en 2010 et couvert par le secret statistique. Il était de six en 2000, de quatre en 1988. Actuellement[Quand ?], les exploitations de la commune pratiquent bovin et l’arboriculture. De 1988 à 2000, la surface agricole utile (SAU) a fortement augmenté, de 108 ha à 678 ha (augmentation liée à l’installation d’un éleveur ovin).
Les agriculteurs de la commune de Faucon-du-Caire ont droit à un label appellation d'origine contrôlée (AOC) (huile essentielle de lavande de Haute-Provence) et à neuf labels indication géographique protégée (IGP) (pommes des Alpes de Haute-Durance, miel de Provence).
Parmi ces labels, ceux concernant le vin (alpes-de-haute-provence (IGP) blanc, rouge et rosé et VDP de Méditerranée blanc, rouge et rosé) ne sont pas utilisés, la vigne n’étant pas cultivée pour une production commerciale dans la commune. De la même façon, il n’y a plus d’éleveur spécialisé dans le mouton qui puisse utiliser l’IGP agneau de Sisteron.

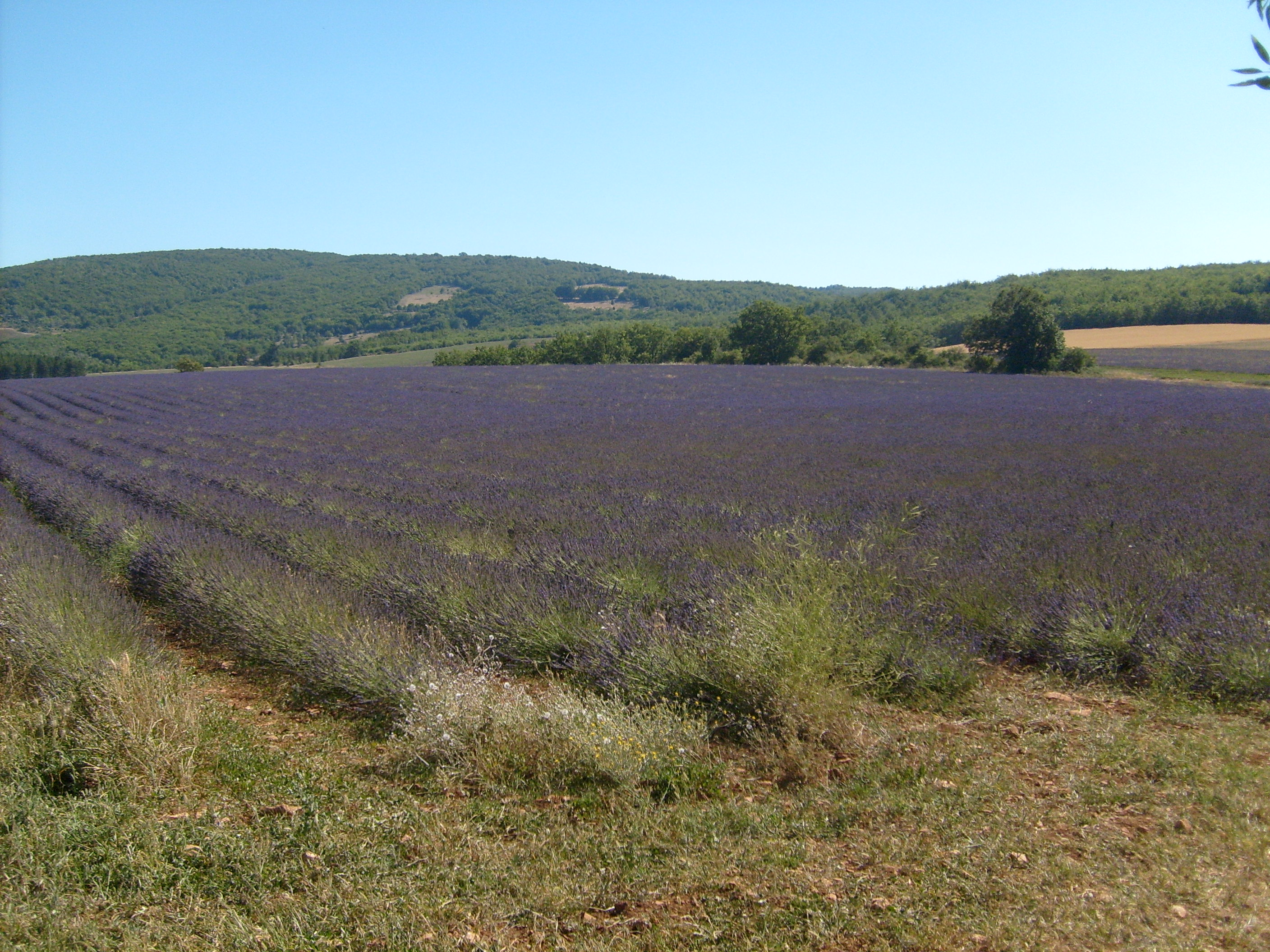
Champ de lavande sur le plateau d'Albion.
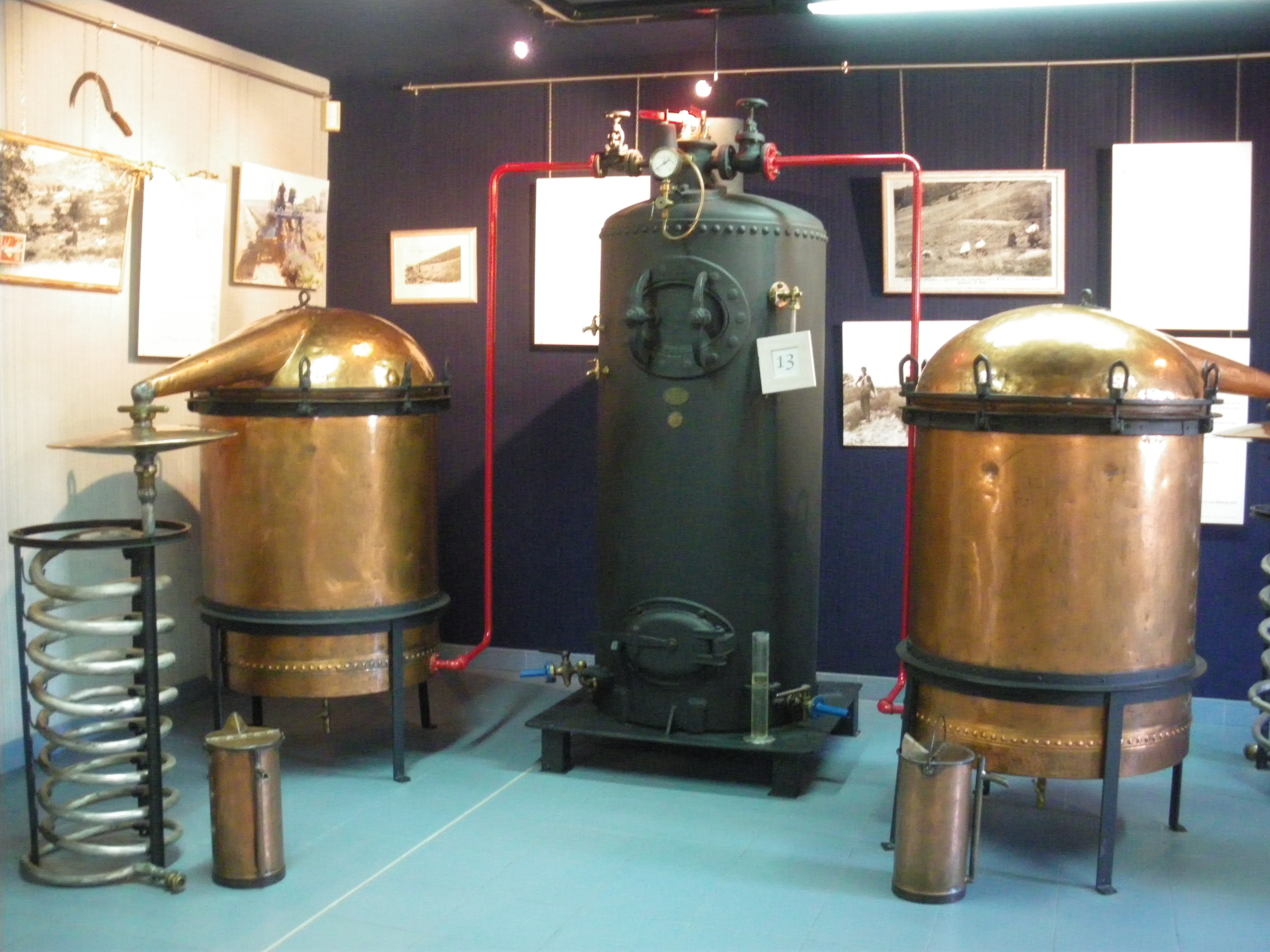
Alambics pour distiller la lavande.
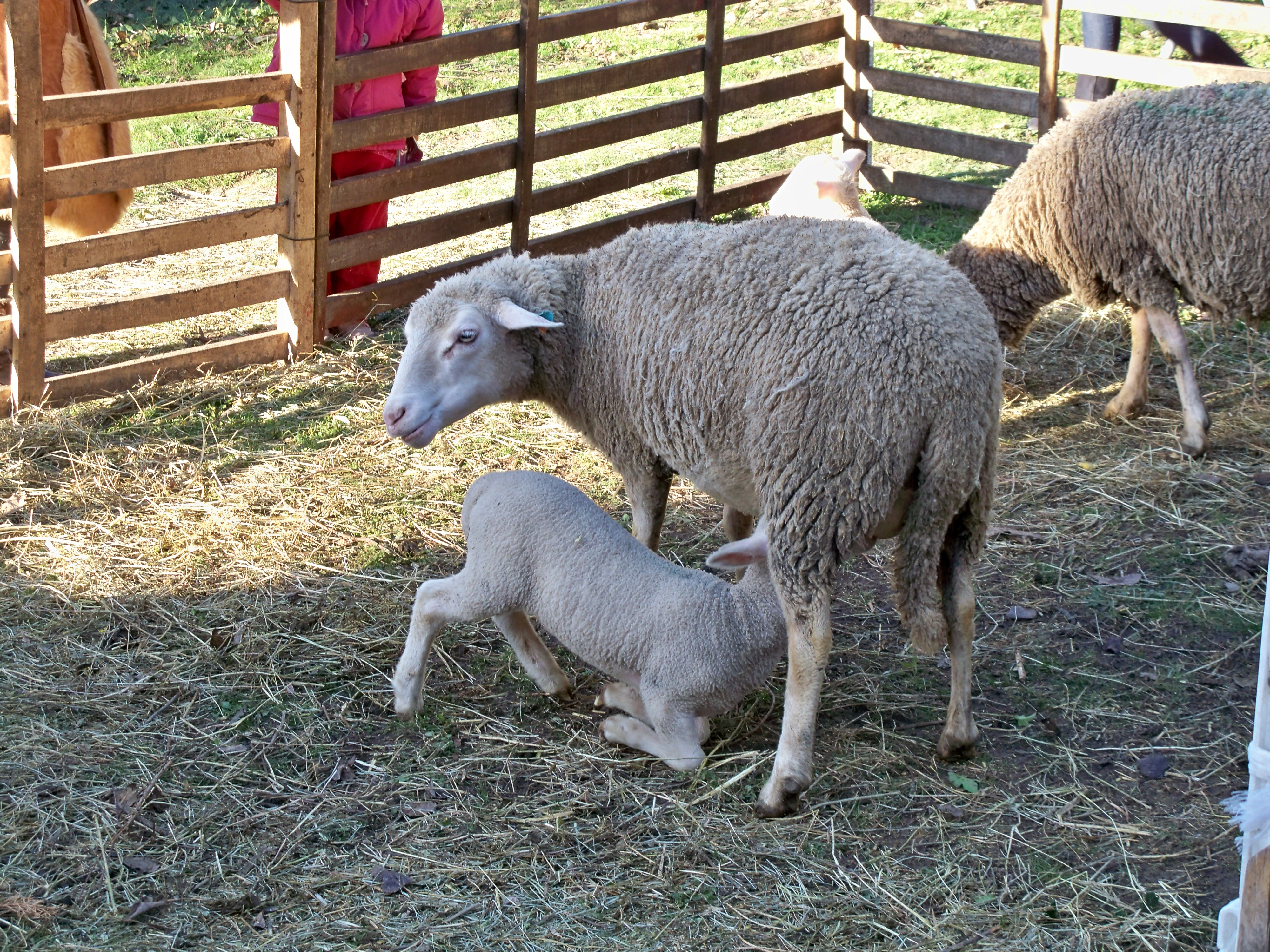
Agneau de Sisteron élevé sous sa mère.
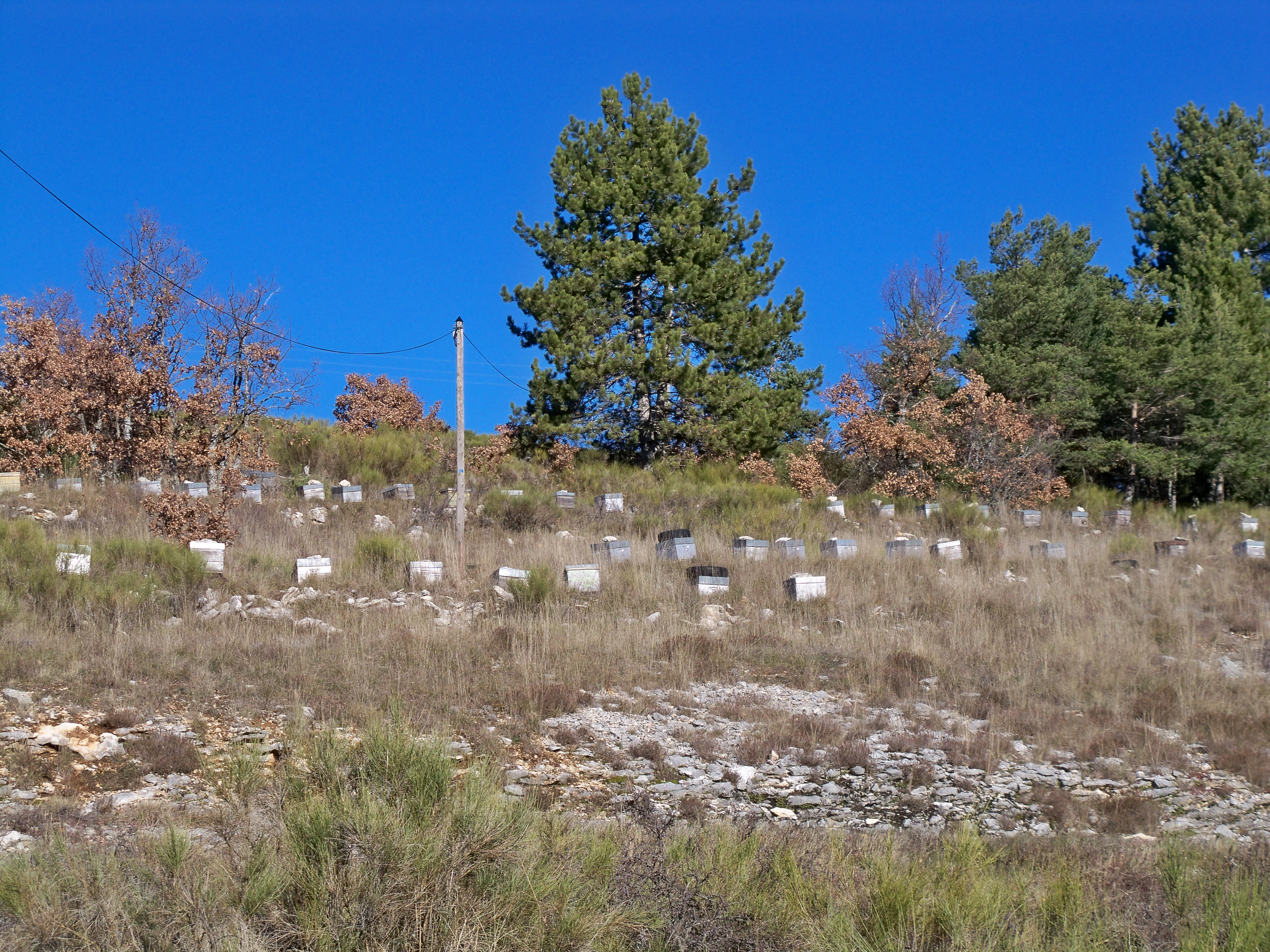
Ruches à la combe du Pommier.
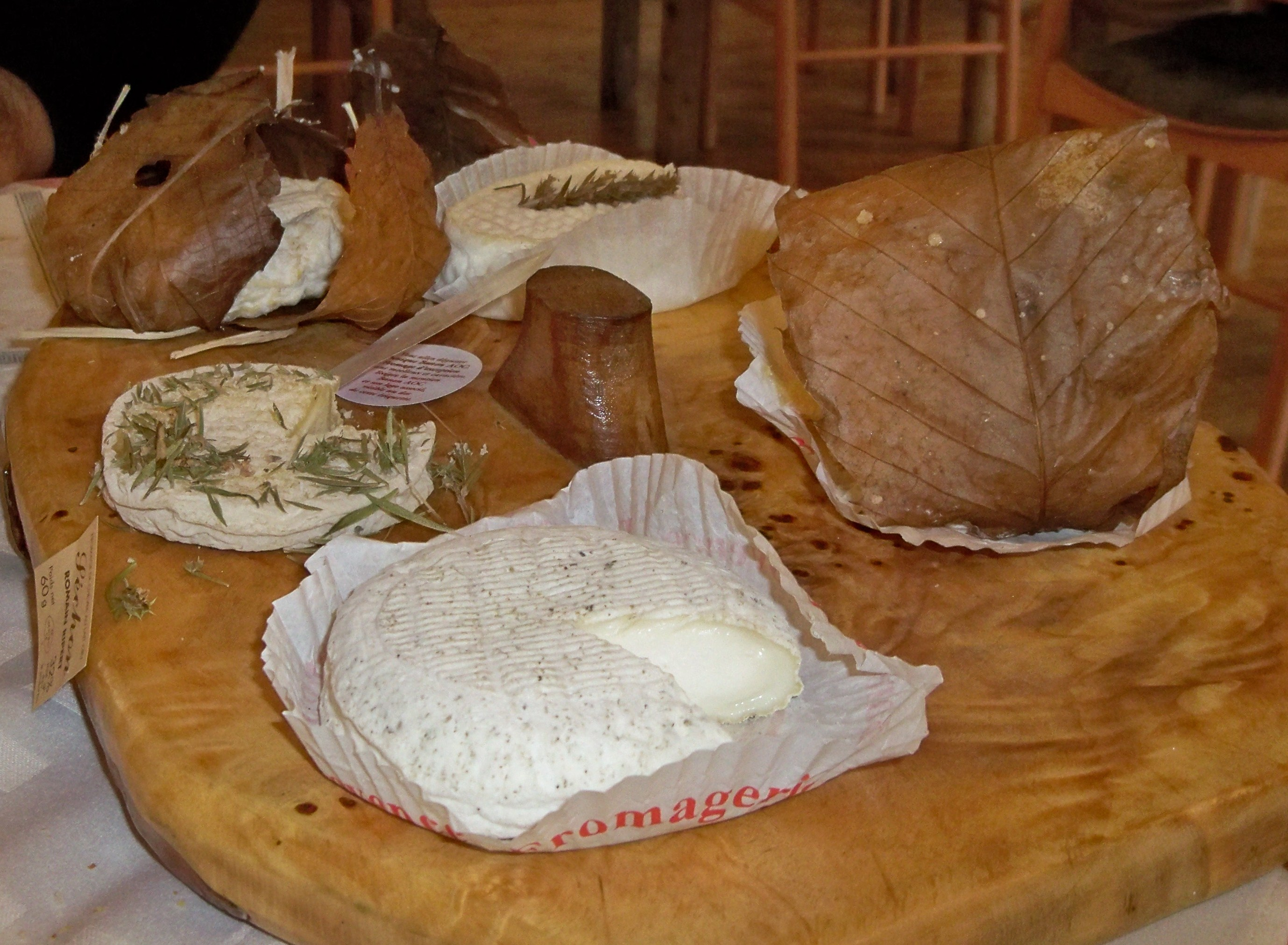
Plateau d'AOC banon dans un restaurant de Revest-du-Bion.
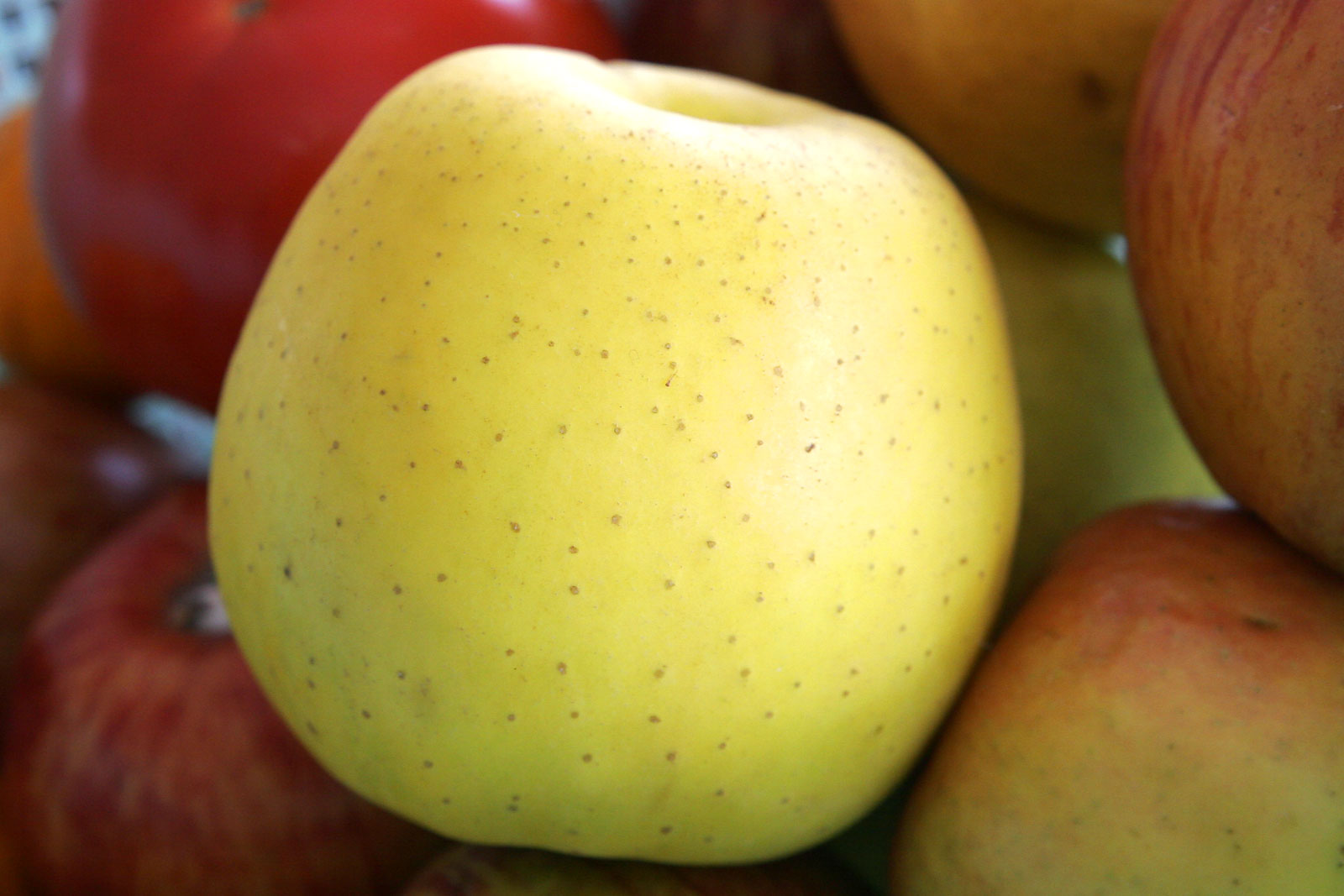
Golden et gala.

### Industrie
Fin 2010, le secteur secondaire (industrie et construction) comptait un seul établissement, sans emploi salarié.

### Activités de service
Fin 2010, le secteur tertiaire (commerces, services) comptait deux établissements, avec le seul emploi salarié de la commune.
D'après l’Observatoire départemental du tourisme, la fonction touristique est assez importante pour la commune, avec entre un et cinq touristes accueillis par habitant. Ces touristes ne sont pas hébergés dans des structures d’hébergement à finalité touristique (type hôtel, meublés, chambres d’hôtes ou campings), inexistantes dans la commune.
Les résidences secondaires sont la seule capacité d’accueil : au nombre de dix, elles représentent le quart des logements,.

## Culture locale et patrimoine

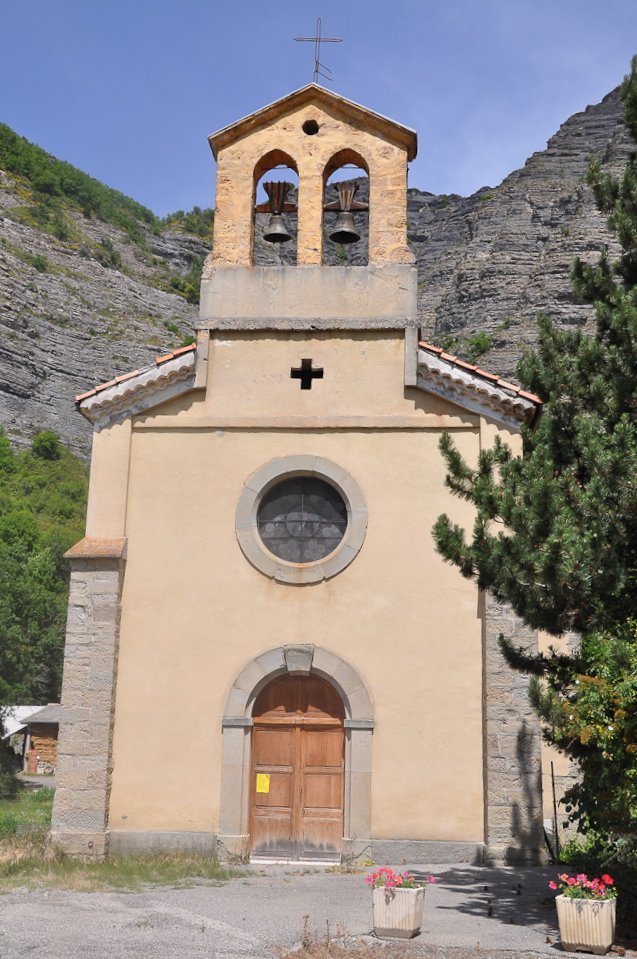
L'église Notre-Dame.

### Lieux et monuments
L'église paroissiale Notre-Dame est construite en 1874, avec deux travées, deux chapelles latérales, une coupole surmontant le chœur. Le clocher-mur est construit au-dessus de la façade occidentale. Elle a accueilli il y a quelques années les Oralies de Haute-Provence, festival du conte. La chapelle Saint-Barthelémy, ancienne église Sainte-Marie, est en ruines.
La fête votive est au mois d'août sous la protection de saint Barthelemy, en principe le dimanche avant le 24 août.
Course traditionnelle à la fougasse.
Château Rousset.
Fontaine au centre du village construite au XIXe siècle.

Fontaine de Faucon-du-Caire
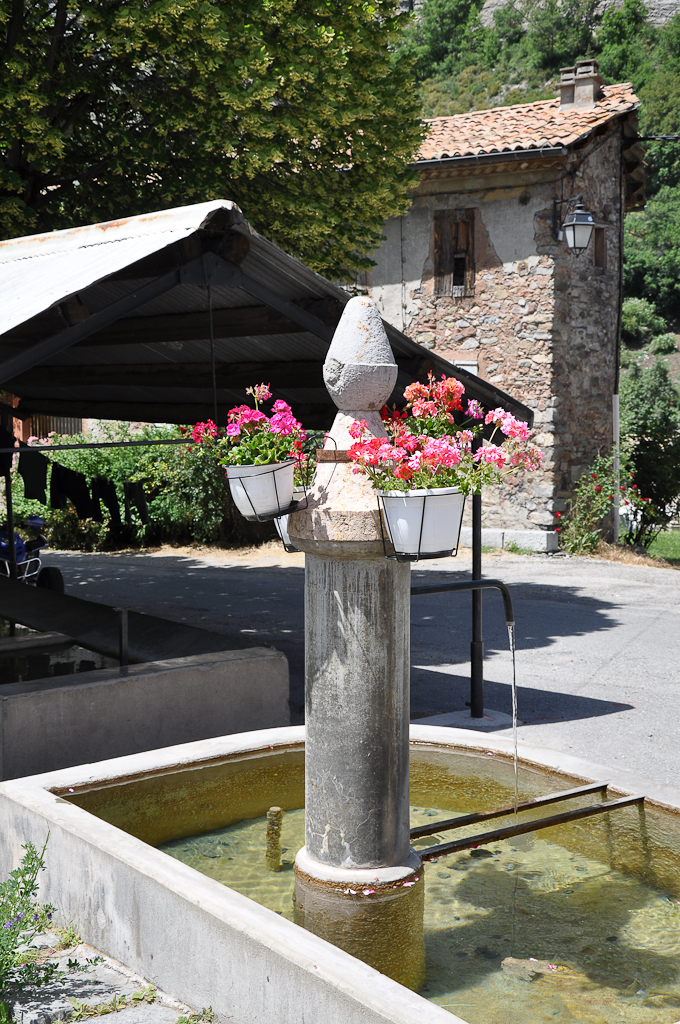
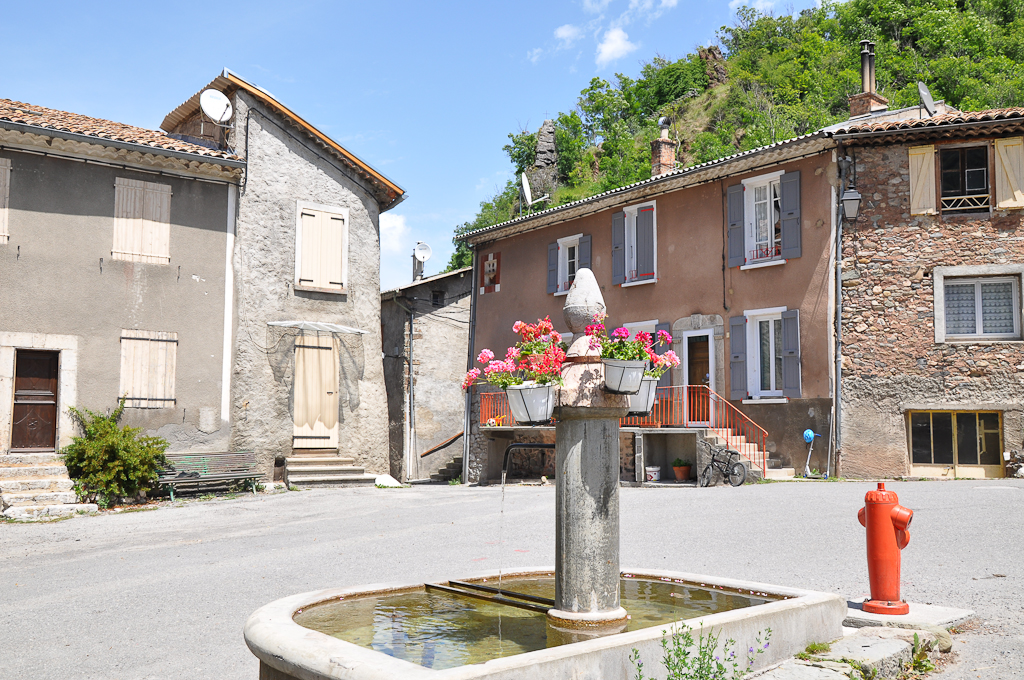

### Personnalités liées à la commune
- Arthur Richier a été maire de la commune d'octobre 1947 à mars 2014, soit plus de 66 ans de mandat. Il a été réélu aux municipales de 2008, à 86 ans, obtenant 36 voix sur les 42 exprimées[72].